# Алессандро Мірессі
Алессандро Мірессі (італ. Alessandro Miressi, 2 жовтня 1998) — італійський плавець.
Срібний та бронзовий призер Олімпійських ігор 2020 року.
Призер Чемпіонату світу з плавання на короткій воді 2018 року та чемпіон світу 2021 року.
Чемпіон Європи з водних видів спорту 2018 року, призер 2020 року.
Призер Чемпіонату Європи з плавання на короткій воді 2017, 2019 років.